# Флаг Корейской империи
Флаг Корейской империи — один из символов Корейской империи. В настоящее время используется Южной Кореей в видоизмененном виде — отличается красно-синий круг в центре и расположение триграмм.

## История
Тхэгыкки — «Флаг Великих начал» — корейский национальный флаг, созданный при дворе государя Коджона в период до 1882 г. Его еще называют «Флагом Великого предела». Тхэгыкки был принят в качестве государственного флага Корейской Империи (Великая Хан) и является национальным флагом Республики Корея.

## Описание
Флаг Корейской империи представляет собой полотнище белого цвета с изображённой посередине эмблемой, отражающей взгляды на Вселенную как единое целое (даосизм). Круг — символ совершенства и высшей гармонии. Круг символизирует единство и борьбу светлого (мужского) и тёмного (женского) начал. Вместе они являют собой концепцию вечного движения, баланса и гармонии, что в свою очередь символизирует вечность.
По углам расположены четыре основные триграммы из книги Ицзин, которые также состоят из «инь» (разорванные полоски) и «ян» (сплошные полоски). Триграммы означают (от верхней части древка по часовой стрелке): небо, юг, лето и воздух; Луну, запад, осень и воду; Землю, север, зиму и землю; Солнце, восток, весну и огонь. Чёрный цвет означает бдительность, стойкость, справедливость и целомудрие (четыре качества идеального человека).